# Мартинов Олександр Олександрович
Олекса́ндр Олекса́ндрович Марти́нов (нар. 17 грудня 1987, Дніпропетровськ (район Таромське) — пом. 12 серпня 2014, під Донецьком) — український військовослужбовець Добровольчого Українського Корпусу. Позивний «Мартин», учасник російсько-української війни.
Загинув на блок-посту поблизу м. Донецька, на об'їзній трасі біля залізничної станції Мандрикине.

## Життєпис
Народився 1987 року у Дніпропетровську. З початком жорстоких подій на Майдані у Києві, як патріот перебував у горнилі подій. Воював у складі Добровольчого Українського Корпусу, отримав позивний «Мартин».

## Обставини загибелі
Вдень 12 серпня 2014 року, автобус групи бійців ДУК «Правий сектор» потрапив у засідку на блок-посту поблизу м. Донецька на об'їзній трасі біля залізничної станції Мандрикине.. Тоді загинули Величко Володимир Володимирович, Волощук Михайло Володимирович, Зозуля Анатолій Михайлович, Пальгуєв Олександр Сергійович, Малолітній Олександр Іванович, Мірошніченко Микола Валентинович, Петрушов Олександр Валентинович, Смолінський Леонід Денисович, Суховий Сергій Іванович.
Похований в м. Дніпрі на кладовищі «Таромське».
Залишилися батьки та два старші брати, також бійці ДУК ПС (під час інциденту разом із Олександром перебували у розстріляному автобусі, пораненими потрапили у полон).

## Нагороди
- У 2018 році нагороджений відзнакою «Бойовий Хрест Корпусу» (посмертно), відзн. № 039, наказ № 124/18 від 1 липня 2018 року[3].
- В 2021 році був нагороджений орденом «За мужність» III ступеня (посмертно)[4].

## Вшанування
- Ще у 2014 році була ініціатива перейменувати вулицю Жовтневу рідного для Олександра селища Таромського, що входить до Дніпропетровська на вулицю Олександра Мартинова. Однак, ініціативу про перейменування на честь загиблого в зоні АТО земляки городяни на громадських слуханнях не підтримали через брак коштів[5].
- Його портрет розміщений на меморіалі «Стіна пам'яті полеглих за Україну» у Києві: секція 2, ряд 4, місце 33.
- вшановується 12 серпня на ранковому церемоніалі загиблих українських героїв, які загинули в різні роки внаслідок російської агресії.[6]